# كارو إميرالد
كارولين إزميرالدا فان دير ليو أو بالإسم الفني كارو إميرالد (بالهولندية: Caro Emerald)‏ هي عازفة الجاز ومغنية هولندية، ولدت في 26 أبريل 1981 في أمستردام في هولندا.
هي مغنية بوب وجاز هولندية تقدم عروضها باللغة الإنجليزية بشكل أساسي. نشطت منذ عام 2007 ، وبرزت في عام 2009 بأغنيتها المنفردة الأولى "Back It Up". تصدرت أغنيتها اللاحقة
"A Night Like This ‏" القوائم في هولندا. غالبًا ما يشيد الجمهور بأدائها في العروض الحية
.

## وصلات خارجية
- الموقع الرسمي
- كارو إميرالد على موقع IMDb (الإنجليزية)
- كارو إميرالد على موقع ميوزك برينز (الإنجليزية)
- كارو إميرالد على موقع أول ميوزيك (الإنجليزية)
- كارو إميرالد على موقع ديسكوغز (الإنجليزية)
- كارو إميرالد على موقع ديسكوغز (الإنجليزية)